# رهیزگ
رهیزگ یک روستا در ایران است که در دهستان نهارجان شهرستان سربیشه واقع شده‌است. رهیزگ ۱۶ نفر جمعیت دارد.